# ケープミツバチ
ケープミツバチ（ラテン語: Apis mellifera capensis）は、は南アフリカに生息するセイヨウミツバチの亜種。

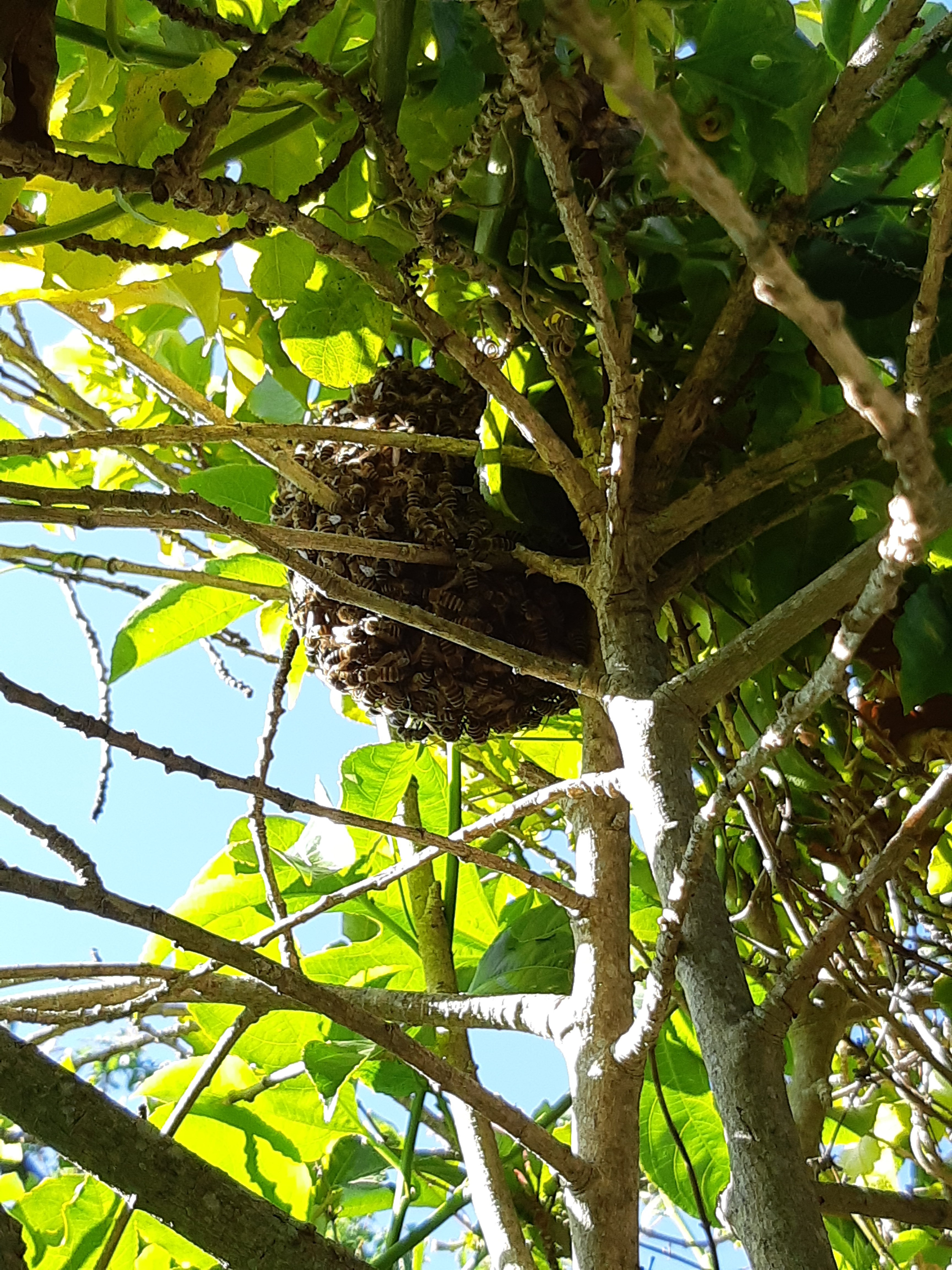
ケープハニーミツバチの群れ。

## 生態
働きバチは単為生殖でメスを産むことができる。さらに働きバチはアフリカミツバチの巣に侵入し、女王バチとなってアフリカミツバチの働きバチにケープミツバチの卵や幼虫の世話をさせ、結果的にアフリカミツバチの巣を乗っ取ることがある。

## 人間との関わり
主に南アフリカ共和国の西ケープ州で作物から受粉し、蜂蜜を生産することにより、南アフリカの農業と西ケープの経済に大きな役割を果たしている。

## Thelytokous単為生殖およびヘテロ接合性の維持

ヘテロ接合性に対する中央融合と末端融合の影響

## 参考資料
- H.R.Hepburn「謎深いケープミツバチ Apis mellifera capensis」『ミツバチ科学』第22巻第2号、玉川大学ミツバチ科学研究センター、2001年7月30日、49-56頁、hdl:11078/832。